# Kaiser Alexander Garde-Grenadier-Regiment Nr. 1

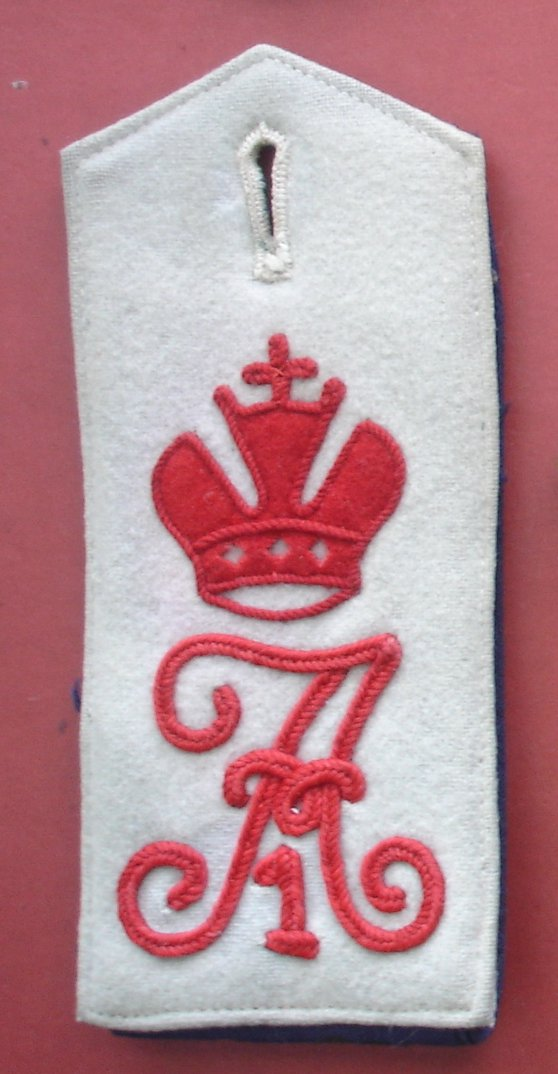
Insegna da spallina del 1º reggimento "Kaiser Alexander"

Il "Kaiser Alexander Garde-Grenadier-Regiment Nr. 1" (KAGGR1 o G Gren.R 1 oppure Alexandrine o Alexander Regiment) di Berlino fu uno dei reggimenti di più antica tradizione nell'esercito prussiano e poi tedesco.

## Storia
Le origini di questo reggimento risalgono al 1º maggio 1626 quando l'elettore Giorgio Guglielmo di Brandeburgo lo costituì con 3.000 soldati.
Esso venne utilizzato ampiamente solo a partire dall'Ottocento quando divenne un reggimento di granatieri al soldo degli zar di Russia che per tutto il secolo ne furono i comandanti. Esso venne impiegato nelle prime operazioni della rivoluzione del 1848 a Berlino per reprimere i moti e, sempre nella medesima campagna, il reparto prese parte ai combattimenti nello Schleswig ed a Dresda, occasione nella quale il reggimento si distinse particolarmente conquistando un cannone ai ribelli nemici.
Il reggimento ebbe fama anche durante la guerra del 1866 quando si scontrò con l'esercito imperiale nella battaglia di Sadowa, catturando la bandiera del secondo battaglione austriaco che venne in seguito donata alla Garnisonkirche di Potsdam, la cappella ufficiale del reggimento.
Nella guerra franco-prussiana il reggimento si distinse nella battaglia di Gravelotte il 18 agosto 1870 anche se la battaglia fu un vero disastro perché la compagnia venne quasi completamente decimata con la perdita di 820 uomini di cui 13 ufficiali. Malgrado questo il reggimento continuò ad avere un ruolo fondamentale nella battaglia di Le Bourget ed ancora a Sedan, nell'Assedio di Parigi a Tolosa ed a Drancy.
Durante la prima guerra mondiale il reggimento constava di 3.728 uomini, anche se alla fine del conflitto i soldati effettivi del reggimento erano 2.058. Gran parte delle perdite si registrò durante la prima battaglia della Marna ed in quella di Auvelais oltre che nelle Fiandre.
Il reggimento venne sciolto ufficialmente il 27 novembre 1918 con la caduta dell'Impero tedesco anche se un gruppo parallelo si creò dal 1919 col nome di 51º battaglione di fanteria, che venne ampiamente utilizzato in Baviera per la repressione dei moti comunisti scoppiati dopo la caduta della monarchia.

## Capi del reggimento
- 1814-1825: Zar Alessandro I di Russia
- 1825-1871: Nessun capo
- 1871-1881: Zar Alessandro II di Russia
- 1881-1894: Zar Alessandro III di Russia
- 1894-1914: Zar Nicola II di Russia

### Comandanti in campo
- 1814 - 1835 Karl von Schachtmeyer (morto in carica il 27 marzo 1825)
- 1825 - 1829 Friedrich Heinrich Ludwig von Pfuel
- 1829 - 1833 von Trützschler
- 1833 - 1840 von Voß
- 1840 - 1841 von Thümen
- 1841 - 1848 Eduard von Bonin
- 1848 - 1849 Friedrich von Waldersee
- 1849 - 1854 Louis von Rauchhaupt
- 1854 - 1856 Hermann Herwarth von Bittenfeld
- 1856 - 1858 von Zastrow
- 1858 - 1859 Louis von Alvensleben (morto in carica il 15 gennaio 1859)
- 1859 - 1861 Friedrich von Clausewitz
- 1861 - 1864 Constantin von Alvensleben
- 1864 - 1865 Hermann von Tresckow
- 1865 - 1866 Rudolph Otto von Budritzki
- 1866 - 1870 Knappe von Knappstädt
- 1870 - 1873 von Zeuner
- 1873 - 1879 von Wussow
- 1879 - 1881 von Winterfeld
- 1881 - 1884 Hans Karl Georg von Kaltenborn-Stachau
- 1884 - 1886 von Unruh
- 1886 - 1888 von Henninges
- 1888 - 1890 Hugo von Winterfeld
- 1890 - 1893 Ernst von Bülow
- 1893 - 1896 von Sausin
- 1896 - 1899 Helmuth Johann Ludwig von Moltke
- 1899 - 1901 Reinhard von Scheffer-Boyadel
- 1901 - 1905 Heinrich von Schenck
- 1905 - 1913 Hermann von Plüskow
- 1913 - 1914 Bernhard Gustav Wilhelm Finck von Finckenstein
- 1914 - 1914 Linker
- 1914 - 1914 Kortegarn
- 1914 - 1917 von Stein-Liebenstein zu Barchfeld
- 1917 - 1918 Kundt
- 1918 - 1918 Friedrich von Wedekind

## Appartenenti famosi
Nelle schiere del 1º reggimento della guardia "Kaiser Alexander" servirono molte personalità cruciali della politica militare prussiana, in particolare nel XIX secolo:
- Eduard von Bonin – Ministro della guerra
- Friedrich von Waldersee – Ministro della guerra
- Hans Karl Georg von Kaltenborn-Stachau – Ministro della guerra
- Ferdinand von Rohr - Ministro della guerra
- Hans von Seeckt - Generale e capo del Reichswehr
- Hermann von Tresckow – Capo di gabinetto del Ministero della guerra
- Dietrich von Hülsen-Haeseler – Capo di gabinetto del Ministero della guerra
- Wilhelm von Hahnke – Capo di gabinetto del Ministero della guerra
- Botho von Hülsen – Tenente Generale e Comandante di Divisione
- Georg von Hülsen-Haeseler – Tenente Generale
- Paul Emil von Lettow-Vorbeck - Generale, Comandante delle truppe coloniali dell'Africa orientale tedesca nella Prima guerra mondiale
- Paul von Hase – Tenente Generale e Governatore militare di Berlino dall'8 agosto 1944